# Schoten
Schoten ist eine belgische Gemeinde in der Provinz Antwerpen und zählt 34.641 Einwohner (Stand 1. Januar 2024). Die Gemeinde ist identisch mit dem Ort Schoten.

## Politik

### Stadtrat
- Vooruit: 1
- Groen: 2
- VLD: 0
- CD&V: 3
- N-VA: 14
- VB: 11

Nach der Wahl kam es zu einer Koalition aus NVA und CD&V. Zusammen kommen sie auf 17 der 31 Sitze.
- Vooruit: 11
- Groen: 11
- VLD: 12
- CD&V: 22
- CDV/NVA: 12
- N-VA: 44
- VB: 43

- N-VA: 44
- VB: 43
- CD&V: 22
- CDV/NVA: 12
- VLD: 12
- Vooruit: 11
- Groen: 11

## Sehenswürdigkeiten
Das 1232 erstmals erwähnte Wasserschloss Kasteel van Schoten befindet sich seit 1950 in städtischem Besitz. 1955 wurde dort ein Kulturzentrum eingerichtet.

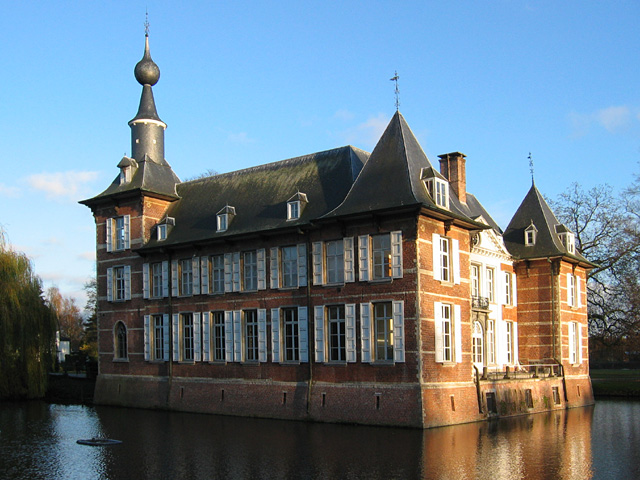
Kasteel van Schoten

1905 wurde das Rathaus im neogotischen Stil erbaut.

## Infrastruktur
In Schoten befindet sich bei  51°17'33"N   4°32'24"E ein 170 Meter hoher, freistehender Stahlfachwerkturm zur Verbreitung von Fernseh- und UKW-Hörfunkprogrammen.

## Söhne und Töchter der Gemeinde
- Auguste Verdyck (1902–1988), Radrennfahrer
- Henri De Deken (1907–1960), Fußballspieler
- Freddie Oversteegen (1925–2018), kommunistische Widerstandskämpferin
- Vic Mees (1927–2012), Fußballspieler
- Emile Severeyns (1931–1979), Radrennfahrer
- Jean Govaerts (* 1938), Radrennfahrer
- François Brueren (* 1940), Eisschnellläufer
- Eddy Joosen (* 1947), Autorennfahrer und Unternehmer
- Ludo Van Staeyen (* 1948), Radrennfahrer
- Jean Weijts (1960–2011), Leichtathlet; Spezialist für die Langstrecken
- Serge Falck (* 1961), belgisch-österreichischer Schauspieler
- Marc Sprangers (* 1963), Radrennfahrer
- Frank Orban (* 1964), Radrennfahrer
- Stef Kamil Carlens (* 1970), Musiker
- Geert Steurs (* 1981), Radrennfahrer
- Thor Salden (* 1997), Sänger